# Gieorgij Pietrow (1912–1987)
Gieorgij Iwanowicz Pietrow (ros. Георгий Иванович Петров, ur. 18 maja?/31 maja 1912 w mieście Piniega obecnie w obwodzie archangielskim, zm. 13 maja 1987 w Moskwie) – radziecki uczony, matematyk i mechanik, specjalista w dziedzinie budowy rakiet.

## Życiorys
Urodził się w rodzinie zesłańców politycznych. Od 1913 wraz z rodziną mieszkał we Włodzimierzu, od 1917 mieszkał z matką w Iwanowie-Wozniesiensku, rodzinnym mieście ojca, który był wówczas na froncie. W 1928 skończył szkołę średnią i podjął pracę w fabryce tkackiej, w 1930 wstąpił na Wydział Fizyczno-Matematyczny (w 1933 przemianowany na Wydział Mechaniczno-Matematyczny) Moskiewskiego Uniwersytetu Państwowego, który ukończył w 1935. Na uczelni poznał Olega Antonowa. Po ukończeniu studiów pracował w Centralnym Instytucie Aerohydrodynamicznym (CAGI), uczestniczył w seminarium Siergieja Czapłygina, zaczął zajmować się zagadnieniami aerodynamiki i hydrodynamiki, w 1941 obronił pracę kandydacką. Podczas wojny z Niemcami kierował grupą w Instytucie Lotniczo-Doświadczalnym w mieście Żukowskij, od listopada 1941 do marca 1942 przebywał na ewakuacji w Nowosybirsku, pracując nad projektowaniem samolotów, od listopada 1944 pracował w Instytucie Naukowo-Badawczym-1 (NII-1) (którego kierownikiem naukowym był wówczas Mstisław Kiełdysz), 1944-1966 kierując tam działem/laboratorium badań nad typami silników lotniczych, w 1950 otrzymał stopień doktora. Prowadził prace wspólnie z pracownikami biur konstrukcyjnych Korolowa i Ławoczkina. W 1953 został członkiem korespondentem, a w 1958 członkiem rzeczywistym Akademii Nauk ZSRR. Odegrał główną rolę w założeniu Instytutu Badań Kosmicznych Akademii Nauk ZSRR w 1965 i został jego dyrektorem (do 1973), a później kierownikiem wydziału instytutu, był jednym z głównych architektów radzieckiego programu badań kosmicznych. W 1959 został redaktorem naczelnym pisma „Izwiestija AN SSSR – Miechanika i maszynostrojenije”, był też członkiem kolegiów redakcyjnych pism „Kosmiczeskije issledowanija” i „Prikładnaja Matiematika i Miechanika”.

## Odznaczenia i nagrody
- Medal Sierp i Młot Bohatera Pracy Socjalistycznej (17 czerwca 1961)
- Order Lenina (czterokrotnie, 1956, 17 czerwca 1961, 30 maja 1962 i 28 maja 1982)
- Order Czerwonego Sztandaru Pracy (trzykrotnie, 1957, 20 lipca 1971 i 17 września 1975)
- Medal za Ofiarną Pracę w Wielkiej Wojnie Ojczyźnianej 1941–1945 (6 czerwca 1945)
- Nagroda Stalinowska I klasy (1949)
- Nagroda Państwowa ZSRR (1978)
- Złoty Medal im. Żukowskiego (1961)